# 엘리게이터 2
《엘리게이터 2》(영어: Alligator II: The Mutation)는 미국에서 제작된 존 헤스 감독의 1991년 괴수 공포 영화이다. 1980년 영화 《엘리게이터》의 속편이다. 조지프 벌로니아 등이 출연하였고, 브랜던 체이스 등이 제작에 참여하였다.

## 줄거리
리젠트 공원 하수구에서 새끼 악어가 퓨처 케미컬스 코퍼레이션이 버린 실험 동물들의 사체를 통해 유독성 성장 호르몬과 돌연변이를 유발하는 화학물을 섭취하며 왕성한 식욕을 키우고 비정상적인 몸체로 자라난다. 인명 살상 사건이 벌어지자 경찰은 수색 토벌 작전을 벌이고, 악어가 도망한 습지로 들어간 경찰관이 로켓 발사기로 마침내 악어를 죽인다.

## 출연진
- 조지프 벌로니아 - 데이비드 호지스 형사 역
- 디 월리스 - 크리스틴 호지스 역: 데이비드의 수사에 도움을 주는 연구원 아내.
- 리처드 린치 - “호크” 호킨스 역: 전문 악어 사냥꾼.
- 우디 브라운 - 리치 하먼 경관 역: 셰리와 가까워지는 신참 경찰.
- 홀리 가니에이 - 셰리 앤더슨 역: 시장의 딸.
- 빌 데일리: 앤더슨 시장 역
- 스티브 레일즈백 - 빈센트 “비니” 브라운 역: 호숫가에서 벌어지는 레슬링 경기 이벤트를 강행하는 냉혹한 사업가.
- 브록 피터스 - 클래런스 스피드 경찰서장 역
- 케인 호더 - 빌리 “빌리 보이” 호킨스 역

## 기타 제작진
- 공동 제작: 케리 글리버먼
- 배역: 제럴드 프랭크스
- 미술: 조지 코스텔로

## 한국판 성우진 (MBC, 1993년 4월 10일)
- 박일 - 호지스 형사(조지프 벌로니아)
- 이병식 - 하먼 경관(우디 브라운)
- 정희선
- 한규희
- 김기현
- 김용식
- 강희선
- 노민
- 장광
- 황윤걸
- 기경옥
- 이윤연

## 반응
평단으로부터 대체로 부정 평가를 받았으며, 전작의 재탕에 불과하다는 지적도 이어졌다.